# Guineo 2.ª Sección
Guineo 2.ª Sección es una localidad del municipio de Centro ubicado en la subregión centro del estado mexicano de Tabasco.

## Geografía
La localidad de Guineo 2.ª Sección se sitúa en las coordenadas geográficas 17°54′35″N 93°01′56″O / 17.909722, -93.032222, a una elevación de 10 metros sobre el nivel del mar.

## Demografía
Según el Censo de Población y Vivienda 2020, efectuado por el Instituto Nacional de Estadística y Geografía, la localidad de Guineo 2.ª Sección tiene 998 habitantes, de los cuales 462 son del sexo masculino y 536 del sexo femenino. Su tasa de fecundidad es de 1.9 hijos por mujer y tiene 266 viviendas particulares habitadas.
| Gráfica de evolución demográfica de Guineo 2.ª Sección entre 1970 y 2020 |
|                                                                          |
| INEGI.                                                                   |